# Sur les ailes de la danse
Pour plus de détails, voir Fiche technique et Distribution.
Sur les ailes de la danse (titre original : Swing Time) est un film musical américain réalisé par George Stevens, sorti en 1936.

## Synopsis
Pour protéger sa carrière de danseur, les amis de John « Lucky » Garnett (Fred Astaire) l'empêchent de se marier avec Margaret Watson (Betty Furness) en lui volant son pantalon. Arrivé à son mariage après que les invités sont rentrés chez eux, il parvient à se réconcilier avec son futur beau-père, le juge Watson (Landers Stevens), à condition qu'il aille à New York faire fortune et ne revienne qu'avec 25 000 $.
Accompagné de Edwin « Pop » Cardetti (Victor Moore), il se rend donc à New York, sans un sou en poche (il avait parié qu'il parviendrait à se marier). Il y fait la rencontre de Penelope « Penny » Carroll (Ginger Rogers), qui enseigne la danse. Pour la conquérir, il joue et gagne jusqu'au moment où il approche de la somme fatidique…

## Fiche technique
- Titre : Sur les ailes de la danse
- Titre original : Swing Time
- Réalisation : George Stevens
- Scénario : Howard Lindsay et Allan Scott d'après une histoire d'Erwin Gelsey
- Direction artistique : Van Nest Polglase et Carroll Clark (associé)
- Décors : Darrell Silvera
- Costumes : Bernard Newman
- Photographie : David Abel
- Montage : Henry Berman
- Musique : Robert Russell Bennett  (arrangements, non crédité)
  - Chansons : Dorothy Fields (paroles), Jerome Kern (musique)
- Chorégraphie : Hermes Pan et Fred Astaire
- Affiche : William Rose
- Production: Pandro S. Berman
- Société de production et de distribution : RKO
- Pays d'origine :  États-Unis
- Langue : anglais
- Genre : Comédie romantique et film de danse
- Format : noir et blanc - 35mm - 1,37:1 - Son mono (RCA Victor System)
- Durée : 103 minutes
- Dates de sortie : 
  - États-Unis : 27 août 1936 (première mondiale à New York), 4 septembre 1936 (sortie limitée), 22 septembre 1936 (première à Los Angeles)
  - France : 22 septembre 1937

## Distribution
Légende : 1er doublage (1937) / 2d doublage (fin des années 80).
- Fred Astaire (VF : Daniel Lecourtois / Pierre Laurent) : John « Lucky » Garnett
- Ginger Rogers (VF : Paulette Marinier / Catherine Davenier) : Penelope « Penny » Carroll
- Victor Moore (VF : Léon Roger-Maxime) : Edwin « Pop » Cardetti
- Helen Broderick (VF : Suzanne Demars) : Mabel Anderson
- Eric Blore : Mr. Gordon
- Betty Furness (VF : Lucienne Le Marchand) : Margaret Watson

Acteurs non crédités
- William Bailey : un joueur à la roulette
- Harry Bernard : le second machiniste
- Fern Emmett : la servante du juge Watson
- Howard C. Hickman : le Premier ministre
- Landers Stevens : le juge Watson
- Pierre Watkin (VF : Raymond Loyer) : Al Simpson

## Bande originale
- Pick Yourself Up - Fred Astaire et Ginger Rogers
- The Way You Look Tonight  - Fred Astaire (Oscar de la meilleure chanson originale en 1937 pour Jerome Kern et Dorothy Fields)
- Waltz in Swing Time - Chœur
- A Fine Romance - Fred Astaire et Ginger Rogers
- Bojangles of Harlem - Girls
- Never Gonna Dance - Fred Astaire

## Récompenses et distinctions
- National Film Preservation Board en 2004